# 金国富
金国富（1904年—1974年），彝族，撒尼名金桑，云南路南彝族自治县圭山乡海宜办事处海宜老寨子村人，中华人民共和国音乐家。

## 生平

### 民国时期
在路南县城鹿阜小学读书时，因父亲病逝而辍学回家参加农作。1935年至1949年，先后在左溪、海宜、野核桃树等村小学教书。创作了《打倒四大家族》、《蒋匪似饿狼》、《农民要翻身》、《从黑暗走向光明》、《太阳从东方升起来了》等撒尼歌曲。

### 共和国时期
中华人民共和国成立初期，金国富创作了《穷人翻身歌》、《永远跟着毛主席》等歌曲。1951年路南县开始土地改革，他时创作了《打倒地主恶霸》。在互助合作运动中写下了《互助组好处多》、《勤生产来多打粮》等歌词。
1953年，他从海宜小学调中央民族歌舞团任专业创作和演唱，创作了《牧羊姑娘》、《石林之歌》、《三月合唱老圭山》等歌曲，同时整理出长诗《阿诗玛》的唱段。同年，与范禹、麦丁一起合作完成《远方的客人请你留下来》，此首歌曲在第六届世界青年与学生和平友谊联欢节上荣获金质奖章。
1954年，金国富在北京参加了中国人民政治协商会议第二届全国委员会，在怀仁堂拜见毛泽东。当晚在联欢会上，他创作了《毛主席像太阳》，用彝汉两种语言登台演唱，1958年他又创作了《毛主席是天亮星》、《毛主席日夜照圭山》、《撒尼人民永远不离共产党》、《圭山是甜密的地方》和《云南兄弟民族民歌百首》等一批歌曲。1959年，调回云南省群众艺术馆工作，创作了《恶水变益水》、《鬼地变成高产地》、《不信天命干革命》等歌曲。文化大革命期间受到冲击。1973年他从昆明搬到了海宜。由于多年带病工作，积劳成疾，肺原性心脏病加重，于1974年病逝。